# 코파 CONMEBOL
코파 CONMEBOL(스페인어: Copa CONMEBOL, 포르투갈어: Copa CONMEBOL)은 1992년부터 1999년까지 남미 축구 연맹(CONMEBOL)이 주관했던 클럽 축구 대회이다. 유럽 축구 연맹(UEFA)의 UEFA컵(현재의 UEFA 유로파리그)과 비슷한 성격의 대회였다.
코파 리베르타도레스에 참가하지 못한 각국의 상위권 2~3개 팀이 참가했으며, 예선부터 결승전까지 모두 홈 앤 어웨이 토너먼트 방식으로 진행되었다. 2000년에는 코파 메르코수르와 코파 메르코노르테에 흡수되었다. 2002년부터 비슷한 성격의 대회인 코파 수다메리카나가 시작되어 모두 대체되었다.

## 역대 성적

### 결승전 결과
| 1992 | 아틀레치쿠 미네이루 | 2 - 0 / 0 - 1 종합전적 2 - 1             | 올림피아                     | 엘 나시오날         | 힘나시아 라플라타      |
| 1993 | 보타포구            | 1 - 2 / 2 - 2 종합전적 3 - 3 (PSO 3 - 1) | 페냐롤                       | 아틀레치쿠 미네이루 | 산로렌소               |
| 1994 | 상파울루            | 6 - 1 / 0 - 3 종합전적 6 - 4             | 페냐롤                       | 코린치앙스          | 우니베르시다드 데 칠레 |
| 1995 | 로사리오 센트랄     | 0 - 4 / 4 - 0 종합전적 4 - 4 (PSO 4 - 3) | 아틀레치쿠 미네이루          | 아메리카 데 칼리    | 콜레히알레스           |
| 1996 | 라누스              | 2 - 0 / 0 - 1 종합전적 2 - 1             | 산타페                       | 바스쿠 다 가마      | 로사리오 센트랄        |
| 1997 | 아틀레치쿠 미네이루 | 4 - 1 / 1 - 1 종합전적 5 - 2             | 라누스                       | 콜론                | 우니베르시타리오       |
| 1998 | 산투스              | 1 - 0 / 0 - 0 종합전적 1 - 0             | 로사리오 센트랄              | 아틀레치쿠 미네이루 | 삼파이우 코헤아        |
| 1999 | 타예레스            | 2 - 4 / 3 - 0 종합전적 5 - 4             | 센트루 스포르치부 알라고아누 | 상하이문두          | 데포르테스 콘셉시온    |

### 우승 횟수
| 팀명                | 국명       | 우승 횟수 |
| ------------------- | ---------- | --------- |
| 아틀레치쿠 미네이루 | 브라질     | 2         |
| 보타포구            | 브라질     | 1         |
| 라누스              | 아르헨티나 | 1         |
| 로사리오 센트랄     | 아르헨티나 | 1         |
| 산투스              | 브라질     | 1         |
| 상파울루            | 브라질     | 1         |
| 타예레스            | 아르헨티나 | 1         |

### 국가별 우승 횟수
- 브라질 5회
- 아르헨티나 3회

## 같이 보기
- 코파 마스테르 데 CONMEBOL